# Чжан Цунчжен
Чжан Цунчжен (*張從正, 1156 —1228) — китайський лікар, державний службовець часів династії Цзінь, засновник власної медичної школи.

## Життєпис
Народився у м. Каочен (сучасне м. Ланькао провінції Хенань). Замолоду виявив інтерес та хист до медичної науки. У своїй лікарській діяльності Чжан Цун Чжен спочатку знаходився під впливом Лю Ваньсу. Зробив успішну кар'єру, ставши придворним лікарем, проте залишив службу і повернувся працювати в своє рідне місто, оскільки вважав своїм обов'язком допомагати насамперед знедоленим хворим. Деякий час він був мандрівним доктором. Помер в Каочені у 1228 році.

## Медицина
З його доробку найбільш значущими є праці «Хань ту сяфа» (汗吐下法, «Методи потіння, блювоти і очищення»), «Мічуань ціфан» (秘傳奇方, «Таємно віддані незвичайні рецепти»), «Жумень шицзінь» (儒門事親, «Догляд за батьками по-конфуціанськи» з 15 цзюаней). Вважав, що «шкідників життя» (сє шен 邪 生) слід уникати, а якщо це не можливо, то усувати за допомогою «трьох методів» (сань фа 三法): «потіння» (хань 汗), «блювоти» (ту 吐) і «очищення» (ся 下), під яким він в даному випадку розумів звільнення від сечі, здуття і калу. Всі ці методи покладалися як «очищення» в широкому сенсі цього слова, тому його школа називалася «школа лікування очищенням» (гунся-сюепай 攻下學派) або «школа усунення шкідливостей» (гунсє-сюепай 攻邪學派). На додаток до медикаментів Чжан Цунчжен рекомендував припікання, голковколювання, масаж, пропарювання і психотерапію.